# Ethelvina-Ofelia Raga Selma
Ethelvina-Ofelia Raga Selma (Catarroja, 30 d'abril de 1911 - Madrid, 1 de gener de 2005) va ser una compositora, organista, directora d'orquestra i escriptora valenciana. Va abastar tots els gèneres musicals, des de la música lleugera a la simfònica o la religiosa, a més de la poesia, el guió radiofònic i el conte. Va ser la primera dona que va dirigir la Banda Municipal de València, l'any 1957.

## Biografia
Ethelvina-Ofelia Raga era filla d'un modest matrimoni de sabaters que va tenir sis fills. Es va interessar per la música des de xicoteta per influència de la seua germana Asunción, que va morir molt jove. Va estudiar en el Conservatori de València, on va ser alumna, entre d'altres, de Pedro Sosa López (Solfeig, Harmonia i Formes Musicals), a qui va considerar el seu mestre, i de Josep Manuel Izquierdo Romeu (Violí), nascut a Catarroja com ella. En 1928 va obtenir el títol professional de Piano amb un premi Final de Carrera de segona classe, quan esperava rebre'l de primera, cosa que li va provocar una gran decepció. Per aquest motiu, va decidir començar els estudis de Violí i Composició, que va concloure als vint anys d'edat, mentre es guanyava la vida com a pianista de cinema. Aquest mateix any va debutar com a directora de l'orquestra Mare Nostrum de Catarroja, al capdavant de la qual va estar cinc anys. Al maig de 1930 va estrenar la sarsuela Deu mil duros en la Societat La Protectora de València.
En 1932 estava afiliada a Acció Republicana, el partit de Manuel Azaña, i va participar activament en activitats d'organització i propaganda de l'Agrupació Femenina d'aquest partit. En 1933, mentre preparava unes oposicions per estudiar a París, la mort del seu pare i del seu germà li van causar una gran impressió i va decidir entrar en un noviciat per formar-se com a missionera. Entre 1933 i 1935 va residir a Agres, on va dirigir un grup de vent vinculat al partit Dreta Regional Valenciana, i posteriorment a Vic, sempre com a novícia. En la congregació va ser una compositora prolífica, sempre en l'àmbit de la música sacra.
Aleshores va esclatar la Guerra Civil i va haver de refugiar-se a sa casa per escapar de la persecució de religiosos. En aquesta època va començar a escriure les seues primeres obres orquestrals, que va acabar en tornar al noviciat després de la guerra. Com a religiosa va residir entre Vic, una altra vegada, Tarragona i Tàrrega.
Per raons de salut va tornar a la vida civil cap a 1945 i va treballar com a «missionera laica», segons la seva pròpia descripció, en diverses iniciatives per a xiquets i obrers necessitats, a més d'exercir com a organista en esglésies, fer classes de música i continuar amb la direcció de cors, rondalles i bandes (la Municipal de Manzanera, per exemple, en 1949). Va seguir component música, redactant mètodes i va intensificar la seva producció com a poeta i dramaturga.
En 1948 va fundar i dirigir el cor de Lo Rat Penat i posteriorment va dirigir diferents cors i bandes. En 1952 va ser cofundadora amb Alejandro García Planas de la revista musical Pentagrama. En 1954 va obtenir per oposició una beca-pensió de la Diputació Provincial de València per a la direcció de bandes civils. Gràcies a aquesta beca, al maig de 1957 va dirigir un concert de la Banda Municipal de València en els Jardins del Real. El programa, atípic, va comptar amb la col·laboració del cor de la Germanor Catòlica Ferroviària. La primera part va presentar obres de la pròpia Raga i en la segona es combinaven peces breus o fragments de Beethoven, Kodaly i Wagner amb altres peces de la directora. També es va poder escoltar Lo cant del valencià, de Pedro Sosa, i una obra coral de Raga dedicada a aquest compositor. Aquest mateix any va ser alumna del primer curs internacional de direcció orquestral que es va organitzar a València, a càrrec de Volker Wangenheim.
Al llarg de la dècada de 1950 també va estar molt activa en la ràdio, amb programes en Radio Mediterraneo, La Voz de Levante i Radio Catarroja. Després de la riuada de 1957 a València es va traslladar a Madrid, on va ser pianista de l'acadèmia Pericet de dansa clàssica espanyola, a més de continuar amb les seues classes particulars i realitzar orquestracions i arranjaments per encàrrec. Una lesió en el dit índex de la mà dreta la va obligar a deixar el piano i va decidir traslladar-se a Suïssa amb la seva companya Milagros Hidalgo. Allí va recuperar a poc a poc la mobilitat i va estudiar orgue amb André Luy en el conservatori de la Chaux de Fonds, encara que va haver d'interrompre els seus estudis per un canvi de residència. Després de viure al voltant de deu anys a Suïssa, on va compaginar la música amb la seva ocupació a diverses fàbriques, va tornar a Madrid. Allí va ser redactora entre 1970 i 1972 de la revista Ritmo. Gairebé fins al final de la seva vida va seguir activa i va actuar com a pianista en diferents associacions i centres culturals, de vegades acompanyant al piano la lectura de poemes de Milagros Hidalgo.

## Trajectòria compositiva i creadora
Ofelia Raga va ser una compositora precoç i prolífica. Als dotze anys d'edat va escriure la primera de les seves més de dues-centes obres, titulada El meu primer vals, per a piano. Encara que va passar pel conservatori, curiosament es declara «autodidacta cent per cent», i afirma haver completat la seva formació amb la lectura dels mètodes i tractats de Felip Pedrell, Hans Richter, Ludwig van Beethoven, de qui va ser admiradora, Hugo Riemann, Rimski-Kórsakov, Hans Scholz, Ernst Toch, Fritz Volbach, Joaquín Turina, François-Auguste Gevaert, entre d'altres.
Igual que altres músics de la seva generació i de l'anterior es va interessar pel folklore i va recopilar cançons populars de Catarroja, alguna de les quals va utilitzar en la seva pròpia obra, i de la Pobla del Duc. Però va mostrar així mateix un interès molt més atípic pel cinema i la televisió; va rodar pel·lícules domèstiques, que per desgràcia no es conserven, per a les quals va crear la música, va escriure guions cinematogràfics i en 1973 va compondre música per a la pel·lícula El espectro del terror, de Javier Elorrieta, encara que el seu treball no està reconegut en el film i és possible que finalment no s'utilitzés.
Com a compositora Ofelia Raga va ser una artista eclèctica i tan inquieta com en la resta de les seves facetes. Raquel Lacruz ha assenyalat que al costat de la seva producció religiosa, la seva música lleugera, les seves incursions en el teatre musical i les seves obres per a banda, totes elles de tall clàssic, va mostrar major modernitat i ambició en obres simfòniques com el seu poema concerto per a orgue i orquestra La nueva Babel o el ballet Paradís for Mariola, que escapen del llenguatge tonal.
Ofelia Raga va compondre així mateix molta música lleugera i festera. En 1932 la revista fallera El bunyol va reproduir la partitura del seu pasdoble del mateix títol. En la Societat General d'Autors i Editors va registrar al llarg de la seva vida més de cent obres, entre les quals abunden les d'influència andalusa i es troben, a més, ritmes com el mambo, el bolero, el tango o el txa-txa-txa. Totes elles estan registrades també amb el seu pseudònim, Leo Géminis.
En els anys cinquanta Ofelia va sol·licitar una beca per desenvolupar diferents invents, alguns especulatius i que segurament no van anar més enllà de la idea, entre els quals hi havia diversos aparells relacionats amb la música, com un faristol automàtic per a directors, que havia de passar les pàgines de la partitura amb ajuda d'un pedal.
Malgrat tots els seus esforços, gran part de la seva obra va tenir una circulació molt restringida o va romandre inèdita. En 1934 la Gaceta de Madrid dona compte del dipòsit en el registre de la propietat d'una col·lecció de cançons lleugeres amb lletra i música d'Ofelia Raga, i en la BNE es conserven còpies impreses de Carihambra, rapsòdia per a banda simfònica, i del seu concert La nueva Babel, sense dades editorials, que segurament va pagar ella mateixa. Va ser conscient que la seva condició de dona li havia suposat un obstacle i va deixar constància d'això en diferents ocasions. El seu llegat conserva un manifest redactat en 1950, titulat Reivindicació i dirigit a les dones intel·lectuals i artistes catòliques, per promoure una associació que fomentés la creació artística, a través de revistes, conferències, recitals o exposicions i defensés les dones enfront de l'atropellament dels seus drets en concursos i oposicions.
Només alguns anys després de morir ha començat a recuperar-se la seva figura, gràcies en primer lloc a la iniciativa de la seva família, que en 2007 va dipositar els seus fons en l'Institut Valencià de la Música (hui Institut Valencià de Cultura), on poden consultar-se. Arran d'això han arribat les recerques de la professora del Conservatori Superior de Música Joaquín Rodrigo de València, Raquel Lacruz, els concerts de Mercedes Femenía al capdavant de la Banda de Dones de la Federació de Societats Musicals de la Comunitat Valenciana, en 2018, i l'exposició divulgativa Les nostres compositores (2020), organitzada per Presidència de la Generalitat Valenciana. L'article de Germán Sánchez ja citat inclou una relació molt exhaustiva de l'obra compositiva d'Ofelia Raga Selma.

## Distincions (selecció)
- Premi de segona classe (Piano, Conservatori de València, 1928)
- Poesia festiva (Jocs Florals Altar del Mercat, 1950)
- Primer premi (Amics de la poesia, Jocs Florals, 1952)
- Accèsit (Flor natural, Viola, Jocs Florals, 1954)
- Primer premi (Guions radiofònics, Centenari del naixement de Fra Luis Amigó, 1954)
- Primer premi (Jocs Florals, 1955)
- Títol d'honorable escriptor (Lo Rat Penat, 1957)